# Autorizzazione a procedere
L'autorizzazione a procedere, nell'ordinamento processuale italiano, è un permesso di svolgere un'azione penale rilasciato alla magistratura da altra autorità.
Si tratta di un istituto immunitario che assoggetta il procedimento penale all'atto autorizzatorio di un organo non giurisdizionale.

## Storia
In Italia, per il caso dell'autorizzazione a procedere del parlamentare, la revisione costituzionale del 1993 ha soppresso l'istituto, che era durato mezzo secolo di periodo repubblicano e un secolo di periodo statutario ed aveva sollecitato riflessioni sulla sua compatibilità col principio di uguaglianza.
Quando l'autorizzazione a procedere era vigente erano fatti salvi soltanto i casi specificatamente individuati dalla legge come causa di mandato di cattura obbligatorio per flagranza; fuori di essi, quando l'autorizzazione a procedere era necessaria per consentire la misura cautelare da parte del PM, ma non era stata ancora concessa dalla Camera di appartenenza del parlamentare, non ne poteva essere né disposto il fermo, né alcuna delle misure cautelari personali.
Dalla più generale inibizione a compiere qualsiasi atto di accertamento - della penale responsabilità del parlamentare che la pubblica accusa assumeva responsabile di un illecito - discendeva che il suo interrogatorio poteva essere effettuato soltanto con il suo consenso. L'autorizzazione a procedere, dopo la sua concessione, non poteva essere revocata, ma la prassi parlamentare ammetteva che fosse concessa per un titolo di reato diverso da quello prospettato dal magistrato richiedente.
Il problema dell'autorizzazione a procedere, che ha dato luogo alla polemica montante nell'opinione pubblica nel periodo di Tangentopoli, deriva dalla scarsa propensione dei Parlamenti italiani ad accordare in via di principio l'autorizzazione, riservando la concessione solo a casi eccezionali. Là dove non vige questa prassi, come in Germania, l'istituto dell'autorizzazione resta saldo.
Al contrario, in Italia i dati relativi alle autorizzazioni a procedere presentate dal 1948 al 1993 dimostrano un'evidente tendenza ad abusare della facoltà di non concedere l'autorizzazione a procedere:
| Legislatura | Presentate | Concessioni |
| ----------- | ---------- | ----------- |
| I           | 172        | 27          |
| II          | 94         | 1           |
| III         | 58         | 7           |
| IV          | 75         | 5           |
| V           | 69         | 4           |
| VI          | 159        | 40          |
| VII         | 67         | 27          |
| VIII        | 103        | 42          |
| IX          | 83         | 21          |
| X           | 112        | 12          |
| XI          | 233        | 76          |

La casistica concreta dei reati propriamente connessi con l'attività politica tra quelli su cui s'è esercitata, prima del 1993, la giurisprudenza delle Giunte parlamentari, prima che fosse soppressa l'autorizzazione a procedere, offre questi dati.
A puro titolo di esempio, la X Legislatura del Senato della Repubblica registra:
1. tra i reati contro la pubblica amministrazione ovvero del pubblico amministratore: sette richieste per abuso d'ufficio, tre per concussione, una per corruzione, una per corruzione per atto contrario ai doveri d'ufficio, una per falso ideologico del privato, nove per falso ideologico del pubblico ufficiale, una per falso materiale del privato, tre per falso materiale del pubblico ufficiale, quattordici per interesse privato in atti d'ufficio, sette per omissione d'atti d'ufficio, quattro per peculato; tre per violazione del finanziamento pubblico ai partiti, due per violazione delle norme sulle acque; una per adulterazione di sostanze alimentari; una per contravvenzione alle disposizioni antisismiche, uno per deturpamento di bellezze naturali, tre per contravvenzione alle norme sulla edificabilità dei suoli; una per reati edilizi; una per esercizio di telecomunicazioni senza concessioni; due per interruzione di pubblico servizio; una per omessa denuncia di reato;
2. tra i reati di opinione o connessi con pubbliche manifestazioni: quattro per diffamazione, ventinove per diffamazione a mezzo stampa; tre per ingiuria, cinque per oltraggio a pubblico ufficiale; una per riorganizzazione del disciolto partito fascista; una per blocco stradale; due per calunnia; una per istigazione a delinquere; due per minaccia; una per rifiuto di indicazioni sull'identità personale; una per riunione in luogo pubblico senza preavviso; una per resistenza a pubblico ufficiale;
3. tra i reati comuni: una per associazione a delinquere di stampo mafioso; due per associazione a delinquere semplice; una per abbandono di minore; due per danneggiamento; una per delitto colposo di danno; una per violazione di norme sull'igiene del lavoro; una per incendio; una per lesioni personali colpose; una per omessa tenuta di scritture contabili e di ritenute d'acconto; due per omesso versamento di ritenute d'imposta; una per inosservanza di norme di polizia portuale; una per violazione di norme di protezione sanitaria dei lavoratori; due per violazione di norme sullo smaltimento dei rifiuti; una per simulazione di reato; tre per truffa; una per truffa ai danni dello Stato; una per violazione di norme sulla gravidanza.

Il dato, nell'imminenza dell'abrogazione, fu oggetto di una "ricognizione analitica" da un gruppo di magistrati, desiderosi di valutare la meritevolezza dell'istituto alla luce della gestione "dei casi in cui era stata invocata e riconosciuta l'immunità parlamentare, bloccando sul nascere le indagini riguardanti reati commessi dai parlamentari. Ebbene, i risultati della nostra prima ricognizione furono sconcertanti e per alcuni aspetti sconvolgenti. Constatammo infatti che l'immunità era stata invocata perfino per casi di omicidio colposo stradale". Per converso, vi è chi ha voluto sottolineare che "una quota minima sindacale di autorizzazioni a procedere è sempre stata accordata, nel primo cinquantennio repubblicano. Saranno stati magari solo gli eccessi di velocità o le guide in istato di ebbrezza, ma si percepiva abbastanza chiaramente che l'autorevolezza della funzione riposava sull'apparenza di un certo disinteresse nel giudizio".

## Abrogazione in Italia e dilatazione di altri istituti immunitari
Abolita nel 1993 con una revisione costituzionale approvata con i due terzi delle Camere, l'autorizzazione a procedere non ha esaurito i casi di abuso dello strumento immunitario: esso è proseguito con la dilatazione dei casi di insindacabilità per le opinioni espresse ed i voti dati, nonché con la parte residua dell'articolo 68 comma secondo della Costituzione (la quale stabilisce che solo previa autorizzazione della Camera di appartenenza i parlamentari possono essere arrestati o sottoposti a perquisizione personale o domiciliare, ad ispezione personale, a ricognizione, a individuazione di persone e di cose, a confronto) e con il nuovo terzo comma del medesimo articolo 68 (obbligo di autorizzazione della Camera di appartenenza per essere sottoposti ad intercettazioni di conversazioni o comunicazioni e a sequestro di corrispondenza). Quando occorre eseguire nei confronti di un membro del parlamento le suindicate misure, l'autorità competente richiede l'autorizzazione della Camera alla quale il soggetto appartiene.
È stata anche dilatata la guarentigia del legittimo impedimento di alcuni appartenenti al ceto politico, ma questa legislazione (lodo Schifani e lodo Alfano) è stata in seguito dichiarata incostituzionale dalla Corte costituzionale nella parte relativa ai "processi penali nei confronti delle alte cariche dello Stato", nel primo caso con sentenza 13-20 gennaio 2004, n. 24.
Anche le procedure di voto sulle autorizzazioni si sono prestate ad abuso, poiché le maggioranze non hanno quorum qualificati, per cui spesso si sono capovolte - con un pugno di presenze in Aula - le richieste avanzate dalla magistratura. Da ciò è nata la riflessione della dottrina sul fatto che "istituti, quali le immunità
parlamentari, nati a protezione dei parlamentari in tempi molto diversi dagli attuali, non
possono non mutare in conformità ai cambiamenti avvenuti negli anni, altrimenti questi
non saranno più delle prerogative a tutela degli organi per cui sono nate, il Parlamento e
il suo plenum, ma saranno solo dei privilegi per coloro che ne fanno parte".